# 일월초등학교 (경북)
일월초등학교는 대한민국 경상북도 영양군 일월면 도계리에 있는 공립 초등학교다.

## 학교 연혁
- 1927년 7월 10일 설립 인가
- 1928년 5월 10일 일월공립보통학교(4년제)개교
- 1938년 4월 1일 도계공립심상소학교(6년제)로 개칭
- 1941년 4월 1일 도계공립국민학교로 개칭
- 1945년 9월 1일 일월국민학교로 개칭
- 1981년 3월 1일 병설유치원 개원
- 1985년 3월 1일 오리국민학교→오리분교장 격하 편입
- 1994년 3월 1일 송하국민학교, 문암국민학교 용화분교 폐교 및 본교 통합, 문암국민학교→문암분교장 격하 편입
- 1994년 9월 1일 문암분교장 폐교 및 통합
- 1995년 3월 1일 오리분교장 폐교 및 통합
- 1996년 3월 1일 일월초등학교로 개칭
- 1998년 3월 1일 가곡초등학교 폐교로 통합
- 1999년 3월 1일 청북초등학교 및 청기초등학교 분교로 편입
- 2011년 9월 1일 제32대 정재용 교장 부임
- 2014년 2월 19일 제84회 졸업식(졸업생 누계 3,825명)
- 2014년 3월 3일 본교 7학급, 청기분교 2학급, 청북분교 3학급 편성
- 2015년 3월 1일 청북분교 폐교, 영양초등학교에 편입